# Gmina Bujanovac
Gmina Bujanovac (serb. Opština Bujanovac / Општина Бујановац) – jednostka administracyjna najniższego szczebla w Serbii, w okręgu pczyńskim. W 2011 roku zamieszkiwana przez 18 067 osób, większość mieszkańców stanowili Serbowie (ponad 70%). W 2014 roku mieszkało tu już 38 085 osób.
W 2007 roku mieszkało tu 45 212 osób. Powierzchnia gminy wyniosła 461 km², z czego 57,8% wykorzystywano do celów przemysłowych.

## Demografia

### Narodowości
| Spis narodowości w 1991: - Albańczycy – 60,09% (29588), - Serbowie – 29,77% (14660), - Romowie – 8,95% (4408). | Spis narodowości w 2002: - Albańczycy – 54,69% (23681), - Serbowie – 34,14% (14782), - Romowie – 8,93% (3867). | Spis narodowości w 2011 był zbojkotowany przez większość społeczności albańskiej: - Serbowie – 71,89%, (12989), - Romowie – 25,32% (4576), - Albańczycy – 1,35% (244), - pozostali – 1,42% (258). |

## Miejscowości
W gminie Bujanovac istnieje jeden ośrodek miejski (Bujanovac) i 58 wsi. Są to:

- Baraljevac
- Biljača
- Bogdanovac
- Borovac
- Božinjevac
- Bratoselce
- Breznica
- Brnjare
- Buštranje
- Čar
- Dobrosin
- Donje Novo Selo
- Drežnica
- Đorđevac
- Gramada
- Jablanica
- Jastrebac
- Karadnik
- Klenike
- Klinovac
- Končulj
- Košarno
- Krševica
- Kuštica
- Letovica
- Levosoje
- Ljiljance
- Lopardince
- Lučane
- Lukarce
- Mali Trnovac
- Muhovac
- Negovac
- Nesalce
- Novo Selo
- Oslare
- Pretina
- Pribovce
- Rakovac
- Ravno Bučje
- Rusce
- Samoljica
- Sebrat
- Sejace
- Spančevac
- Srpska Kuća
- Starac
- Suharno
- Sveta Petka
- Trejak
- Turija
- Uzovo
- Veliki Trnovac
- Vogance
- Vrban
- Zarbince
- Žbevac
- Žuželjica